# Le Prince félon
Le Prince félon (titre original : The Bastard Prince) est un roman de fantasy appartenant au cycle des Derynis de Katherine Kurtz. Il fut publié en anglais américain en 1994 par Del Rey Books, et traduit en français par Michèle Zachayus. C'est le troisième tome de la Trilogie des héritiers. L'action se déroule entre mai et décembre 928.

## Résumé
Rhys Michael est le roi nominal de Gwynedd depuis l'assassinat de son frère Javan, drogué et maintenu soumis par son Conseil. À Torenth, Marek Furstán-Festil, fils d'Imre et d'Ariella menace les frontières du royaume pour reconquérir son trône perdu. Aidé par les Derynis survivants, Rhys Michael va tenter de protéger son royaume et de reconquérir son indépendance.